# Sainte-Croix-Grand-Tonne
Sainte-Croix-Grand-Tonne és un municipi francès situat al departament de Calvados i a la regió de Normandia. L'any 2007 tenia 296 habitants.

## Demografia

### Població
El 2007 la població de fet de Sainte-Croix-Grand-Tonne era de 296 persones. Hi havia 96 famílies de les quals 12 eren unipersonals (4 homes vivint sols i 8 dones vivint soles), 28 parelles sense fills, 48 parelles amb fills i 8 famílies monoparentals amb fills.
La població ha evolucionat segons el següent gràfic:
Habitants censats

### Habitatges
El 2007 hi havia 106 habitatges, 97 eren l'habitatge principal de la família, 3 eren segones residències i 6 estaven desocupats. Tots els 106 habitatges eren cases. Dels 97 habitatges principals, 93 estaven ocupats pels seus propietaris, 2 estaven llogats i ocupats pels llogaters i 2 estaven cedits a títol gratuït; 7 tenien tres cambres, 14 en tenien quatre i 76 en tenien cinc o més. 75 habitatges disposaven pel capbaix d'una plaça de pàrquing. A 30 habitatges hi havia un automòbil i a 66 n'hi havia dos o més.

### Piràmide de població
La piràmide de població per edats i sexe el 2009 era:
| Homes | Edats   | Dones |
| ----- | ------- | ----- |
| 0     | 95 o +  | 0     |
| 0     | 90 a 94 | 0     |
| 4     | 85 a 89 | 0     |
| 0     | 80 a 84 | 0     |
| 0     | 75 a 79 | 0     |
| 8     | 70 a 74 | 12    |
| 0     | 65 a 69 | 0     |
| 4     | 60 a 64 | 0     |
| 16    | 55 a 59 | 8     |
| 8     | 50 a 54 | 12    |
| 28    | 45 a 49 | 16    |
| 4     | 40 a 44 | 8     |
| 4     | 35 a 39 | 12    |
| 20    | 30 a 34 | 16    |
| 8     | 25 a 29 | 12    |
| 20    | 20 a 24 | 16    |
| 16    | 15 a 19 | 0     |
| 12    | 10 a 14 | 0     |
| 16    | 5 a 9   | 12    |
| 8     | 0 a 4   | 0     |

## Economia
El 2007 la població en edat de treballar era de 220 persones, 162 eren actives i 58 eren inactives. De les 162 persones actives 156 estaven ocupades (95 homes i 61 dones) i 6 estaven aturades (1 home i 5 dones). De les 58 persones inactives 23 estaven jubilades, 22 estaven estudiant i 13 estaven classificades com a «altres inactius».

### Ingressos
El 2009 a Sainte-Croix-Grand-Tonne hi havia 98 unitats fiscals que integraven 271 persones, la mediana anual d'ingressos fiscals per persona era de 22.304 €.

### Activitats econòmiques
Dels 13 establiments que hi havia el 2007, 3 eren d'empreses de construcció, 2 d'empreses de comerç i reparació d'automòbils, 4 d'empreses immobiliàries i 4 d'empreses de serveis.
Dels 3 establiments de servei als particulars que hi havia el 2009, 2 eren paletes i 1 lampisteria.
L'únic establiment comercial que hi havia el 2009 era una botiga de roba.
L'any 2000 a Sainte-Croix-Grand-Tonne hi havia 5 explotacions agrícoles.

## Poblacions més properes
El següent diagrama mostra les poblacions més properes.